# سیارک ۲۳۰۴۸
سیارک ۲۳۰۴۸ (به انگلیسی: 23048 Davidnelson، نامگذاری:1999XE29) بیست و سه هزار و چهل و هشتمین سیارک کشف شده‌است که در ۶ دسامبر ۱۹۹۹ کشف شد.
قدر مطلق سیارک برابر ۱۸.۶ است.